# Cloonlooaun

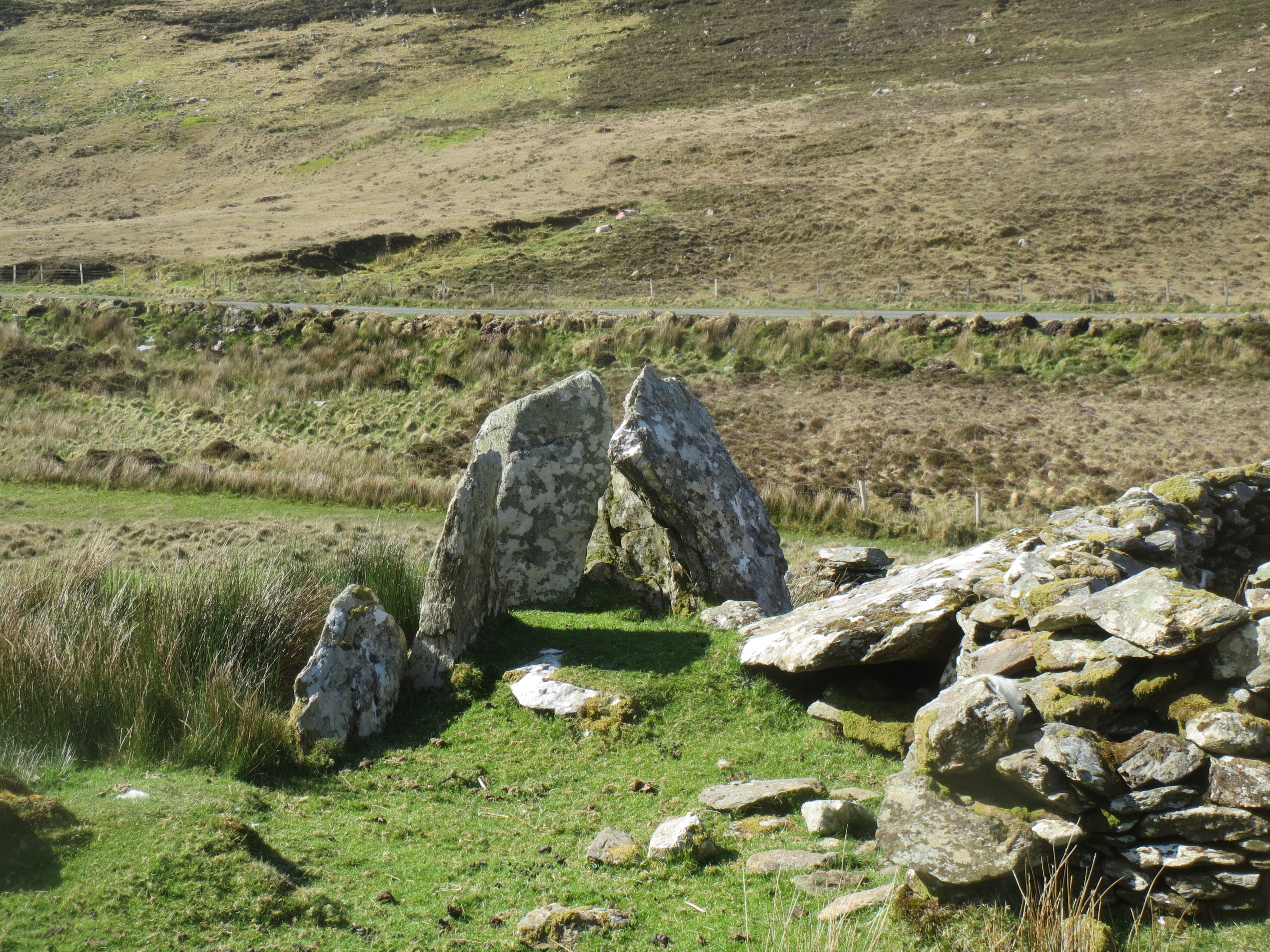
Portal Tomb von Cloonlooaun

Das Portal Tomb von Cloonlooaun (irisch Cluain Luáin) befindet sich am Südhang eines felsigen Hügels, etwa 3,0 km südlich von Renvyle, westlich von Clifden (irisch An Clochan) in Connemara im County Galway in Irland. Das Portal Tomb liegt auf einer eingeebneten Plattform von etwa 10,0 m Durchmesser am Hügel. 
Als Portal Tombs werden auf den Britischen Inseln Megalithanlagen bezeichnet, bei denen zwei gleich hohe, aufrecht stehende Steine mit einem Türstein dazwischen die Vorderseite einer Kammer bilden, die mit einem zum Teil gewaltigen Deckstein bedeckt ist.
Das Portal Tomb besteht aus zwei aufrechten, etwa 1,8 m und 1,6 m hohen Portalsteinen und dem etwa 1,2 m hohen Türstein dazwischen. Die etwa 2,3 m lange und 1,4 m breite Kammer hat im Südwesten zwei erhaltene Seitensteine. Die nordwestlichen Seitensteine sind in das Innere der Kammer verstürzt und bedecken den Boden. Der große flache Stein im Westen ist der deplatzierte Deckstein, er misst 2,4 × 1,55 m und ist 0,20 m dick. 
Neben dem Deckstein liegt ein Pferch, der aus dem Cairnmaterial zu sein scheint.
Etwa 1,0 km nördlich liegt das Wedge Tomb von Ardnagreevagh und westlich das Court Tomb von Tonadooravaun.